# Аккерманська мечеть
Мечеть Баязида II  (тур. Ackerman Camii) — колишня мечеть на території Аккерманської фортеці. Була збудована в часи правління султана Баязида II. Станом на початок ХХІ ст. зберігся лише мінарет. При цій мечеті було поховано кримського хана Ісляма II Ґерая (1588).

## Історія
1484 року війська султана Османської імперії Баязида II взяли місто і фортецю штурмом. Незабаром після захоплення Аккермана турками на його території була побудована мечеть, названа на честь султана Баязида. Про неї згадував у своїй «Книзі подорожей» турецький мандрівник Евлія Челебі. «З мечетей чудова мечеть султана Баязида, старовинна і проста на вигляд».
1588 року при цій мечеті поховали кримського хана Ісляма II Ґерая, який помер в Аккермані, готуючись до походу на Річ Посполиту.

## Галерея

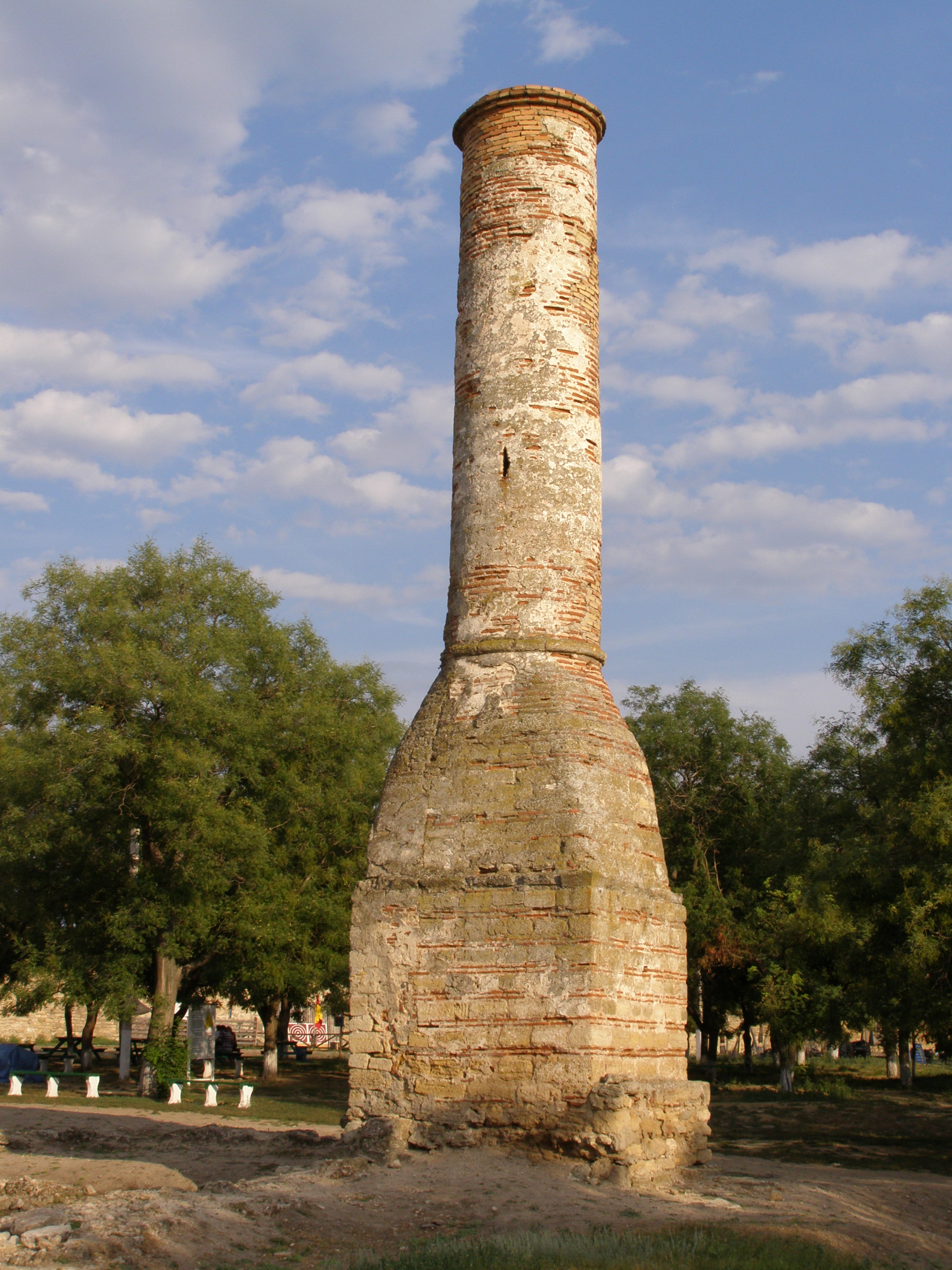
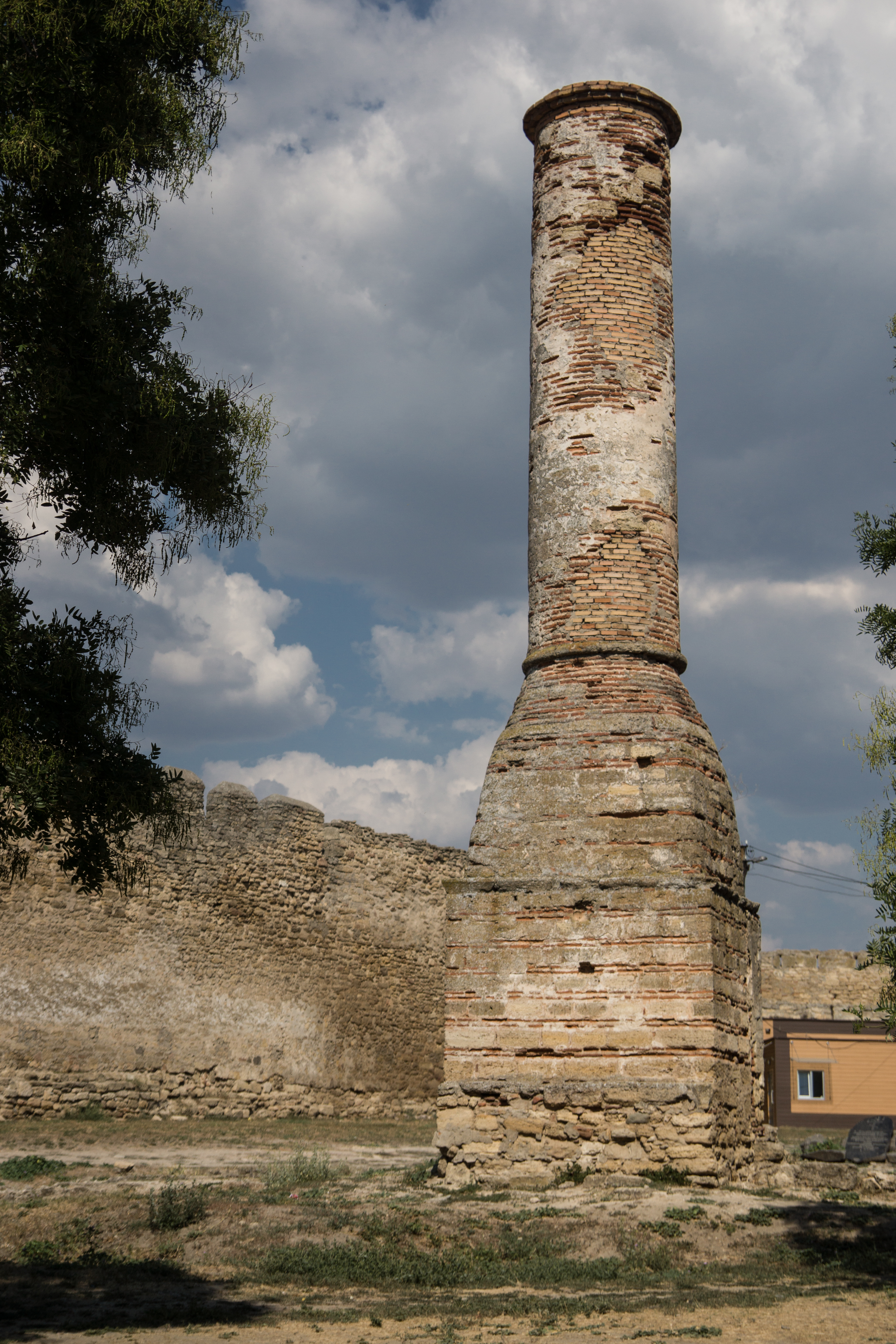
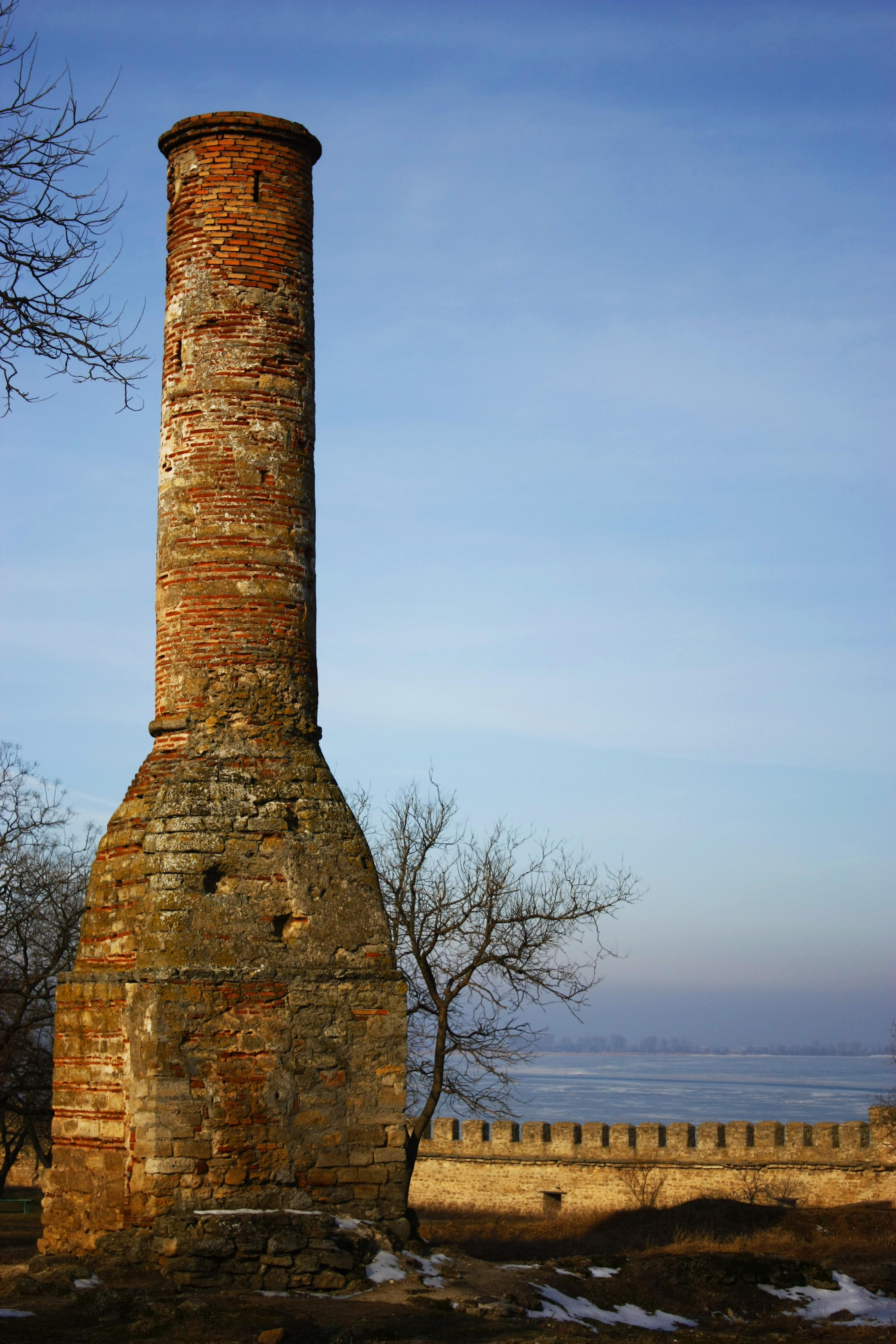